# استفتاء عضوية النمسا في الاتحاد الأوروبي 1994
تم إجراء استفتاء على عضوية النمسا في الاتحاد الأوروبي في 12 يونيو 1994.  كان السؤال المطروح هو: "هل سيتم سن قرار المجلس الوطني بشأن القانون الدستوري المتعلق بانضمام النمسا إلى الاتحاد الأوروبي كقانون؟". وكانت نتيجة التصويت 66.6٪ لصالح، مع نسبة إقبال بلغت 82.3٪.  انضمت النمسا إلى الاتحاد الأوروبي كجزء من توسيع عام 1995.

## سياسات الأحزاب

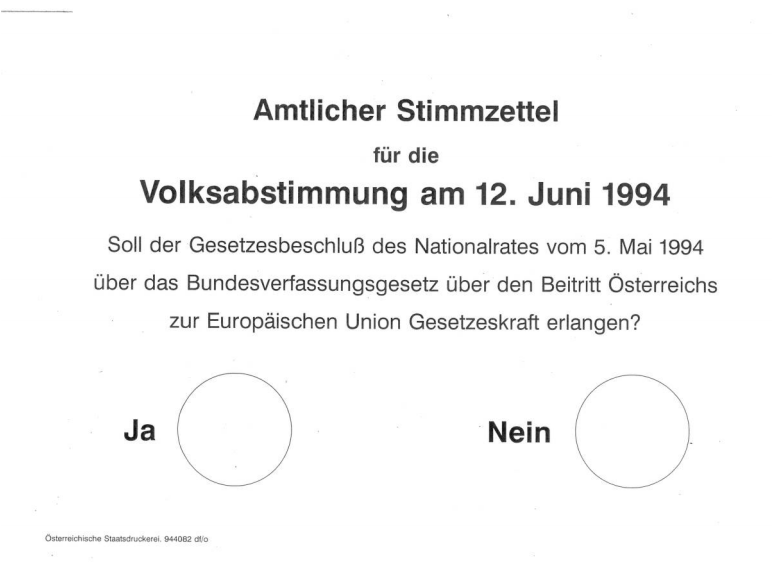
ورقة الاقتراع الرسمية لاستفتاء عضوية النمسا في الاتحاد الأوروبي 1994.

| الاختيار | الأحزاب السياسية                    |
| -------- | ----------------------------------- |
| نعم      | الحزب الديمقراطي الاجتماعي النمساوي |
| نعم      | حزب الشعب النمساوي                  |
| لا       | حزب الحرية النمساوي                 |
| لا       | البديل الأخضر                       |

## النتائج
| استفتاء عضوية النمسا في الاتحاد الأوروبي 1994 | استفتاء عضوية النمسا في الاتحاد الأوروبي 1994 | استفتاء عضوية النمسا في الاتحاد الأوروبي 1994 |
| الاختيار                                      | الأصوات                                       | النسبة المئوية                                |
| --------------------------------------------- | --------------------------------------------- | --------------------------------------------- |
| نعم                                           | 3,145,981                                     | 66.6%                                         |
| لا                                            | 1,578,850                                     | 33.4%                                         |
| أصوات جائزة                                   | 4,724,831                                     | 99.1%                                         |
| أصوات فارغة أو مُلغاة                          | 43,570                                        | 0.9%                                          |
| مجموع الأصوات                                 | 4,768,401                                     | 100.00%                                       |
| نسبة المصوتين                                 | 82.3%                                         | 82.3%                                         |
| المصوتون                                      | 5,790,578                                     | 5,790,578                                     |
| المصدر: Nohlen & Stöver                       |                                               |                                               |

| الولاية       | الناخبون المسجلون | أصوات صالحة | نعم       | لا        | نعم (٪) | لا (٪) |
| ------------- | ----------------- | ----------- | --------- | --------- | ------- | ------ |
| بورغنلاند     | 213,090           | 198,279     | 148,041   | 50,238    | 74.7    | 25.3   |
| ستيريا        | 907,991           | 728,037     | 501,481   | 226,556   | 68.9    | 31.1   |
| كيرنتن        | 420,630           | 340,867     | 232,457   | 108,410   | 68.2    | 31.8   |
| النمسا السفلى | 1,115,663         | 999,471     | 678,988   | 320,483   | 67.9    | 32.1   |
| فورارلبرغ     | 221,863           | 177,506     | 118,206   | 59,300    | 66.6    | 33.4   |
| فيينا         | 1,133,693         | 820,675     | 542,905   | 277,770   | 66.2    | 33.8   |
| النمسا العليا | 974,865           | 824,512     | 539,965   | 284,547   | 65.5    | 34.5   |
| سالزبورغ      | 347,387           | 284,283     | 184,948   | 99,335    | 65.1    | 34.9   |
| تيرول         | 455,396           | 351,201     | 198,990   | 152,211   | 56.7    | 43.3   |
| المجموع       | 5,790,578         | 4.724.831   | 3,145,981 | 1,578,850 | 66.6    | 33.4   |